# Mitophis
Mitophis — рід змій родини струнких сліпунів (Leptotyphlopidae). Представники цього роду є ендеміками острова Гаїті.

## Види
Рід Mitophis нараховує 4 види:
- Mitophis asbolepis (Thomas, McDiarmid & Thompson, 1985)
- Mitophis calypso (Thomas, McDiarmid & Thompson, 1985)
- Mitophis leptepileptus (Thomas, McDiarmid & Thompson, 1985)
- Mitophis pyrites (Thomas, 1965)